# Établissements Prot Frères
Le présent article décrit l’histoire des établissements Prot Frères et de leur succession jusqu’à nos jours.

## Historique des Établissements Prot Frères

### Première usine: Papèterie de la Marne
Une première usine est construite, en 1904, 75 rue Jacquart et boulevard Marceaux à Reims. 
Elle fournit en sac de papier, les principales maisons d’alimentation en France.
Les installations sont détruites par les bombardements pendant la Grande Guerre.

### Etablissement provisoire
Après guerre, les Frères Prot établissent un établissement provisoire 20 chaussée Bocquaine à Reims avant la reconstruction de la nouvelle usine au 22 rue Lecointre à Reims.

### Nouvelle usine
La nouvelle usine est construite au 22 rue Lecointre à Reims sur le terrain des anciennes teintureries « Petibon et Kanengieser » détruites pendant la Grande Guerre. 
Elle s’étendait sur 13.000 m². Elle est, entre 1950 et 1960, la plus importante usine de cartonnages d’Europe dotée d’une imprimerie de lithographie et de typographie. Elle sera par la suite équipée d’un service offset.
Les Établissements « Prot Frères », avait établi une succursale à Saincoins dans le Cher.

## «Bowater-Prot SA»
Les Établissements « Prot Frères » se sont agrandis sur place, entre les rues Lecointre et Anquetil.
Ils sont repris par le groupe britannique Bowater.
Celui-ci cède, au fabricant d'emballages Lucien Devoiselle de Dammarie-les-Lys, une part du capital qu'il détenait. 
L'entreprise - Bowater Emballages Reims a occupé jusqu’à près de cinq cents personnes, dont environ quatre-vingt-dix cadres.

## SOCATREM
La société SOCATREM (SOciété de CArtonnage de TRansformation et d'EMballages), créée en décembre 1990, se situait au 22 rue Lecointre à Reims.
Elle a pris la suite des établissements Prot Frères ("Bowater-Prot").
La société SOCATREM cesse son activité en mars 2001.
Le site restera en l’état pendant une vingtaine d’années.

## Recherche archéologique
Sur le terrain en friche depuis plus de vingt ans de l'ancienne usine SOCATREM, les vestiges d'un temple gallo-romain ont été découverts lors de recherches archéologique préalables à toutes les constructions.

## Projet immobilier «Live in Saint-Thomas»
Le Foyer Rémois rachète le terrain en 1996.
Sur l’ancien site de la SOCATREM, le Foyer Rémois avec des partenaires (Quadrance Immobilier, Nord-Est Immo) fait construire un programme immobilier en « U » de 179 logements et 12 commerces, complétés par un parking souterrain de 211 places pour un coût total annoncé de 16 M€ H.T.,.

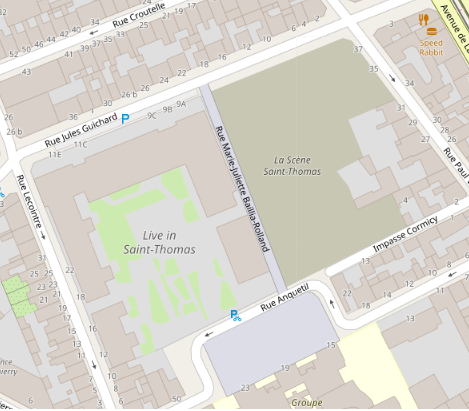
Reims Périmètre Live in Saint-Thomas (OSM)

## Hommage49° 16′ 17″ nord, 4° 01′ 10″ est
En 2007, un square aménagé dans la ville de Reims à proximité des anciens Établissements Prot Frères, porte désormais le nom « Square des Frères-Prot », ainsi dénommé pour rappeler le passé industriel de ce secteur.